# Liste der denkmalgeschützten Objekte in Überackern
Die Liste der denkmalgeschützten Objekte in Überackern enthält die 4 denkmalgeschützten, unbeweglichen Objekte der Gemeinde Überackern im oberösterreichischen Bezirk Braunau am Inn.

## Denkmäler
| Foto |                 | Denkmal                                                                             | Standort                                       | Beschreibung | Metadaten |
| ---- | --------------- | ----------------------------------------------------------------------------------- | ---------------------------------------------- | --- | --- |
| ja   | Datei hochladen | Gräberfeld Kreuzlinden HERIS-ID: 44575 Objekt-ID: 45398                             | westlich Dorfstraße 7 Standort KG: Ueberackern | | BDA-Hist.: Q38010038 Status: Bescheid Stand der BDA-Liste: 2025-06-30 Name: Gräberfeld Kreuzlinden GstNr.: 542, 543                                                  |
| ja   | Datei hochladen | Kath. Pfarrkirche hl. Petrus und Friedhof HERIS-ID: 52729 Objekt-ID: 60300          | Dorfstraße 23 Standort KG: Ueberackern         | Die Pfarrkirche wurde Hl. Petrus wurde um 750 erstmals urkundlich erwähnt, der heutige Sakralbau stammt aus der Zeit von 1480–1486. Das Langhaus ist einschiffig und dreijochig, der Chor ist zweijochig und mit 3/8 Schluss. Der Westturm aus dem 16. Jahrhundert besitzt eine achtseitige Glockenstube und einen Spitzhelm. Der Hochaltar wird auf 1658 datiert. | BDA-Hist.: Q21803258 Status: § 2a Stand der BDA-Liste: 2025-06-30 Name: Kath. Pfarrkirche hl. Petrus und Friedhof GstNr.: .79/2, 514/1, 514/2 Pfarrkirche Überackern |
| BW   | Datei hochladen | Hügelgräberfeld und Abschnittsbefestigung Ratishof HERIS-ID: 44579 Objekt-ID: 45402 | Flur Mühltal Standort KG: Ueberackern          | Anmerkung: Koordinaten beziehen sich auf die Grenze der beiden Grundstücke | BDA-Hist.: Q38010089 Status: Bescheid Stand der BDA-Liste: 2025-06-30 Name: Hügelgräberfeld und Abschnittsbefestigung Ratishof GstNr.: 1330/1, 1331/1                |
| ja   | Datei hochladen | Mittelalterlicher Burgstall Ratzelhof HERIS-ID: 79193 Objekt-ID: 92866              | Flur Mühltal Standort KG: Ueberackern          | → Hauptartikel : Ratzlburg f1 | BDA-Hist.: Q1516977 Status: Bescheid Stand der BDA-Liste: 2025-06-30 Name: Mittelalterlicher Burgstall Ratzelhof GstNr.: 1330/1, 1330/5 Ratzlburg                    |